# At the Embers
| Recensione | Giudizio |
| ---------- | -------- |
| AllMusic   |          |

At the Embers è il primo album discografico come leader del trombonista e vibrafonista jazz statunitense Tyree Glenn, pubblicato dalla casa discografica Roulette Records nel giugno del 1957.
L'album fu registrato dal vivo al The Embers, nightclub di New York, dove negli anni cinquanta e sessanta si esibirono moltissimi famosi artisti jazz.

## Tracce

### LP
Lato A
1. Sinbad the Sailor – 3:55 (Reinhold Svennson)
2. What Can I Tell My Heart – 3:53 (Peter Tinturin, Jack Lawrence)
3. Lonely Moment – 3:57 (Mary Lou Williams)
4. After the Rain – 2:50 (Tyree Glenn)
5. Tyree's Tune – 3:25 (Tyree Glenn, Hill)
6. Until the Real Thing Comes Along – 2:45 (Alberta Nichols, Mann Holiner, Sammy Cahn, Saul Chaplin, Lawrence Freeman)

Lato B
1. Without a Song – 6:40 (Billy Rose, Edward Eliscu, Vincent Youmans)
2. I Thought About You – 2:59 (Johnny Mercer, Jimmy Van Heusen)
3. How High the Moon – 3:09 (Nancy Hamilton, Morgan Lewis)
4. I Wanna Be Loved – 2:20 (Edward Heyman, Billy Rose, Johnny Green)
5. Too Marvelous for Words – 3:50 (Johnny Mercer, Richard A. Whiting)

## Musicisti
- Tyree Glenn – trombone, vibrafono (brani: Sinbad the Sailor, I Thought About You e How High the Moon)[3]
- Shorty Baker – tromba
- Hank Jones – pianoforte
- Mary Osborne – chitarra
- Tommy Potter – contrabbasso
- Jo Jones – batteria

Note aggiuntive
- Arnold Meyers – produttore
- Joe Guercio – supervisore delle registrazioni
- Chuck Stewart – foto copertina album originale
- Robert Sylvester – note retrocopertina album originale [4]